# Anolis bimaculatus
Espèce
Synonymes
- Lacerta bimaculata Sparrman, 1784
- Ctenonotus bimaculatus (Sparrman, 1784)
- Anolis antiquae Barbour, 1915
- Anolis barbudensis Barbour, 1923

Statut de conservation UICN

 LC  : Préoccupation mineure
L'Anolis bimaculatus, est une espèce de sauriens de la famille des Dactyloidae.

## Répartition
Cette espèce se rencontre à Saint-Eustache, à Saint-Christophe et à Niévès. Elle a été introduite à Saint-Martin et observée à la Dominique,.

## Description
L'Anolis bimaculatus mesure, queue non comprise, jusqu'à 114 mm pour les mâles et jusqu'à 69 mm pour les femelles.

## Taxinomie
L'Anolis bimaculatus a donné son nom à un groupe composé des Anolis peuplant le nord des petites Antilles jusqu'à la Dominique :
- Anolis bimaculatus
- Anolis marmoratus
- Anolis ferreus
- Anolis terraealtae
- Anolis chrysops
- Anolis desiradei
- Anolis kahouannensis
- Anolis leachii
- Anolis gingivinus
- Anolis nubilus
- Anolis sabanus
- Anolis lividus
- Anolis oculatus[4]

## Publication originale
- Sparrman, 1784 : Lacerta bimaculata, en ny Odla fran America. Kungliga Svenska Vetenskaps-Akademiens Handlingar, ser. 2, vol. 5, p. 169-171.